# Józef Puzyna (historyk)
Józef Edward ks. Puzyna herbu Oginiec (12 września 1878 w Hremiaczach koło Brześcia nad Bugiem - 20 stycznia 1949 w Częstochowie) – historyk, genealog, współwłaściciel majątku Hremiacze w powiecie brzeskim.

## Życiorys
Rodzina, emigracja
Urodził się w majątku Hremiacze (pow. brzeski). Był synem Józefa Adolfa Marcina (1846-1914) ziemianina i sędziego pokoju pow. brzeskiego właściciela majątku Hremiacze i Marii Józefy Tekli Ewy z Okwietko-Szyszłłów h. Dołęga (1858-1933), córki Tytusa i Józefy z Puzynów. Jego siostrami były:
- Irena (1881-1933) działaczka katolicka, poseł na Sejm RP 1922-27, przewodnicząca Narodowej Organizacji Kobiet w latach 1921-1929, organizator komitetów „Pomoc Repatriantom” 1921-1922, „Chleb Głodnym Dzieciom” 1923 i stowarzyszenia „Opieka Polska nad Rodakami na Obczyźnie” 1926 r.
- Janina (1886-1962)

Szkołę średnią ukończył w 1898 r. w Warszawie. Tutaj rozpoczął twórczość literacką. Jego wiersze wówczas ukazywały się w prasie warszawskiej. 
Studiował historię i literaturę na Uniwersytecie we Fryburgu, gdzie uzyskał tytuł doktora filozofii, a następnie mieszkał. Ogółem spędził w Szwajcarii 20 lat. Wyjazd Puzyna z rodzinnych stron związany był z jego zaangażowaniem w publicystykę niepodległościową. Wzbudziło to niepokój władz carskich. 
Po zdekonspirowaniu zdecydował się opuścić ojczyste strony i osiedlić się zagranicą. We Fryburgu rozpoczął bardzo ożywioną działalność tak naukową i artystyczną jak i patriotyczną. Brał udział w pracach Centralnej Agencji Polskiej w Lozannie. Był współwydawcą „Zbioru dokumentów odnoszących się do sprawy polskiej” wydanego w sierpniu 1914 r. Był jednym z sygnatariuszy deklaracji lozańskiej polityków polskich za granicą z 11 listopada 1916 r. potępiającą Akt 5 listopada 1916 r. zawierający proklamację cesarzy Niemiec i Austrii. Pracował również w Komitecie Narodowym Polskim formacji politycznej powstałej pod auspicjami Romana Dmowskiego czyniącej zabiegi dyplomatyczne w celu uzyskania przez Polskę niepodległości. W swoich badaniach naukowych interesował się przede wszystkim zagadnieniami dotyczącymi pochodzenia i roli politycznej kniaziów litewsko-ruskich. W 1911 r. ukazał się w „Miesięczniku Heraldycznym” jego artykuł „O pochodzeniu kniazia Fedka Nieświeskiego”, który zyskał szeroki rozgłos i zapoczątkował wieloletnią polemikę. Równocześnie publikował poezje. W 1905 r. wydał tomik pt. „Ongi”. Wybuch pierwszej wojny światowej zmobilizował go do większej aktywności pisarskiej. Pisał pod pseudonimem Wejdawutas liczne utwory patriotyczne, jak np. „Poemat dnia dzisiejszego. Sztuka w pięciu aktach”, zbiory wierszy „Z kurzem krwi bratniej”, „Ojcze nasz”, „Krakowskie wesele” i in. Do jego spuścizny literackiej należą także utwory pisane prozą jak np. „W naszej to mocy” czy „Przed burzą” (pisany pod pseudonimem Jan Okwietko). W 1906 r. dokonał również przekładu znanego wówczas dramatu Henryka Ibsena „Gdy się zbudzimy wśród umarłych”.
W kraju, II wojna światowa, czasy powojenne
Wrócił do kraju po zakończeniu I wojny światowej. W maju 1920 wraz z żoną i czwórką dzieci przyjął polskie obywatelstwo. Wkrótce rozpoczął pracę w Ministerstwie Spraw Zagranicznych i po kilku latach został redaktorem czasopisma informacyjnego „Messager Polonais” wydawanego przez MSZ. W 1933 r. zakończył pracę zawodową i przeniósł się do Brzostowicy Wielkiej (pow. grodzieński) do majątku swojego zięcia Stanisława hr. Kossakowskiego, gdzie oddawał się swoim zamiłowaniom, a mianowicie badaniom genealogicznym i filatelistyce. Mieszkał tam do wojny. 
Józef Puzyna mieszkał w stolicy prawie przez całą wojnę aż do powstania warszawskiego. 10 września 1944 r. wyjechał z ogarniętej powstańczym wrzeniem stolicy. Odwiedzając po drodze zaprzyjaźnione osoby dotarł do Częstochowy, gdzie 1 grudnia 1945 r. podjął pracę w Wydziale Kultury i Sztuki tamtejszego magistratu. W Częstochowie w 1947 r. opublikował swoją ostatnią książkę: „Moje wspomnienia o Rodziewiczównie”. Tam zmarł i został pochowany na cmentarzu Kule.

## Wybrane publikacje
- Ongi poezye, Warszawa - Lwów 1905.[3]
- O pochodzeniu kniazia Fedka Nieświezkiego, Lwów 1911.[4]
- Nieco faktów do sprawy Fedka Nieświzkiego, Lwów 1913.[5]
- Krakowskie wesele, Fryburg 1916.[6]
- Ojcze nasz, Fryburg 1916.[7]
- Konrad: tragedja narodowa: trzy akty, Fryburg 1917.[8]
- Księgi przyszłości polskiej, Szwajcaria 1918.[9]
- Po drodze poezje (1895-1921), Warszawa 1922.[10]
- Korjat i Korjatowicze, Wilno 1931.
- Nasze bolączki (przyczynki do przeżywanego kryzysu), Warszawa 1931.[11]
- Kim był i jak się naprawdę nazywał Pukower, ojciec Gedymina, Wilno 1935.
- Korjat i Korjatowicze oraz sprawa podolska (uzupełnienie i poprawki do rozprawy pt. „Korjat i Korjatowicze, ogłoszonej w 7 roczniku „Ateneum Wilenskiego” z 1931), Wilno 1936.
- Pierwsze wystąpienie Korjatowiczów na Rusi Południowej, Wilno 1938.
- W sprawie pierwszych walk Litwinów z Tatarami o Ruś w latach 1238-1243, Warszawa 1938.
- Początki państwowości i dynastii litewskiej według najnowszych badań, Warszawa 1947.
- Moje wspomnienia o Rodziewiczównie, Częstochowa: Księgarnia M. Stawarza 1947.[12]